# Cemitério judeu em L'Isle-sur-la-Sorgue

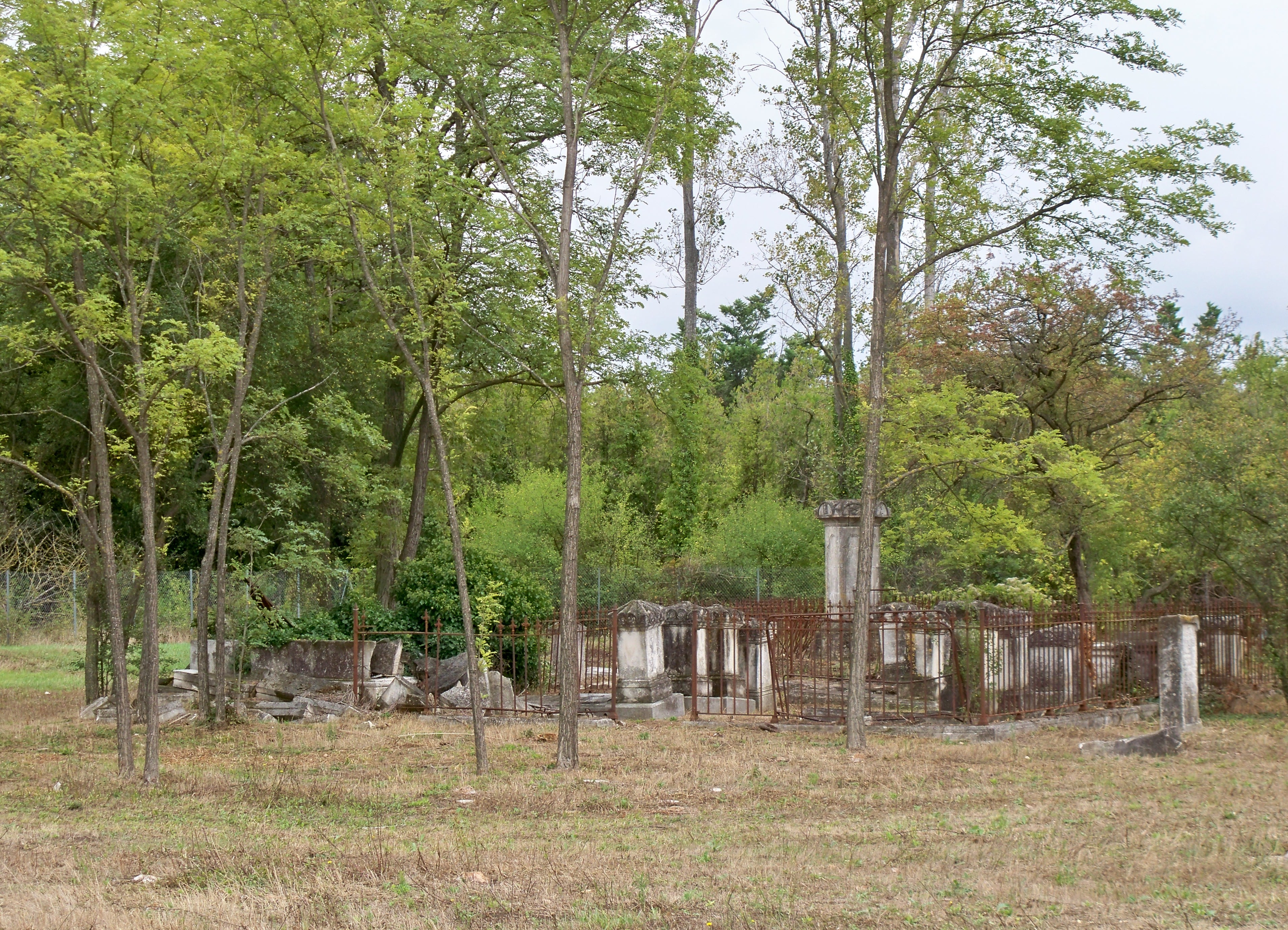
Lápides de cemitério

O Cemitério judeu em L'Isle-sur-la-Sorgue é um dos sites judeus importantes do departamento de Vaucluse. Desde o decreto de 30 de junho de 2008, é listado como monumento histórico da França.

## O cemitério

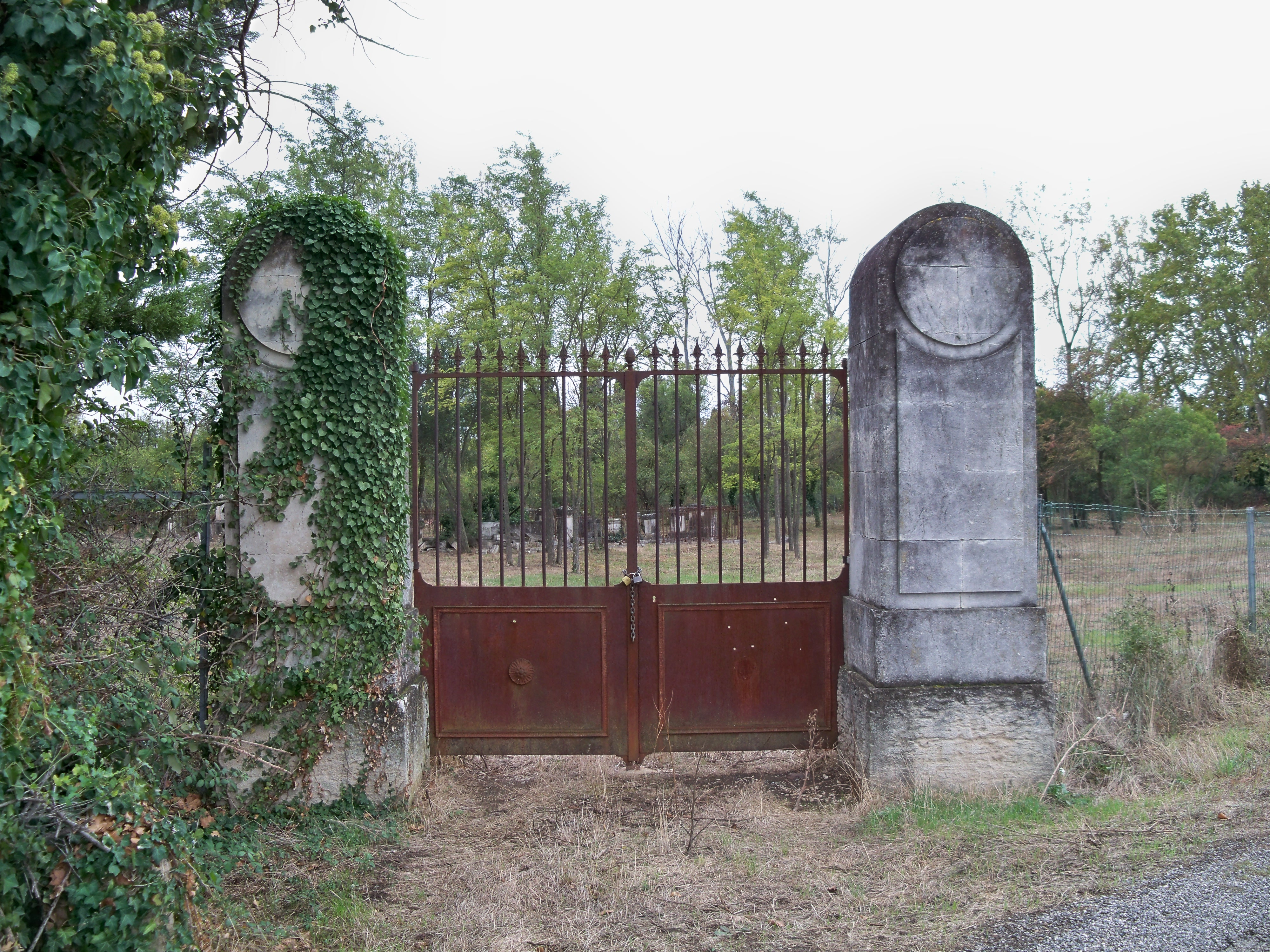
Entrada do cemitério

Inicialmente situada perto da pedreira, teve de ser deslocado devido à expansão da cidade. Foi encontrado um novo local, a sul da cidade, que foi posteriormente ampliado em 1736 com a compra de um terreno adjacente a Jean-Jacques Guérin, por 650 libras.
Este site é a posse exclusiva da comunidade judaica da cidade, listados no inventário feito em 1906, seguindo a lei de separação entre Igreja e Estado em 1905. Se a propriedade é usufruto comunal é mantida até 1939, o último ano do enterro 
Portal dá acesso a unidade de campo de 9 460 m², cercado por uma cerca. Atualmente, existem cerca de 40 túmulos neste cemitério, de pessoas enterradas no século passado, de ser usado em canetas de quatro famílias que permaneceram: a Abrão, Carcassonne, Cremieux, o Créange. Entre as personalidades enterrados neste cemitério, encontra-se um ex-prefeito de L'Isle-sur-la-Sorgue, Abrão Adolphe Michel (1834-1905), com base em 1871-1874 .
Por despacho de 30 de junho de 2008 sob lista dos monumentos históricos do antigo cemitério judeu no todo com suas tumbas portal, monumentos e outros itens, seu solo e subsolo (cadastro BP 97).